# Митрофановка (Казахстан)
Митрофа́новка (каз. Митрофановка) — село у складі Уланського району Східноказахстанської області Казахстану. Входить до складу Багратіонівського сільського округу.
Населення — 270 осіб (2021; 423 у 2009, 488 у 1999, 471 у 1989).
Національний склад станом на 1989 рік:
- росіяни — 41 %
- українці — 32 %